# 木村健二郎
木村 健二郎（きむら けんじろう、1896年5月12日 - 1988年10月12日）は、日本の分析化学者。学位は、理学博士（東京大学）。日本学士院賞受賞。

## 経歴
青森県出身。父は神奈川県第一中学校（現・神奈川県立希望ヶ丘高等学校）校長の木村繁四郎(1864-1945)。祖父は弘前藩家老の木村藹吉（1840－1879）。伯父（伯母の夫）に伊東重、義兄に矢代幸雄（姉の夫）がいる。
旧制神奈川県立第一中学校、旧制第一高等学校を経て、東京帝国大学理学部化学科に在学中、柴田雄次に師事する。卒業後も大学に残り、1922年に同大学理学部助教授となる。1925年からデンマークに留学し、ニールス・ボーアのもとで研究した。1931年、学位論文「The chemical investigations of Japanese minerals containing rarer elements(本邦産含稀元素鑛物の化學的研究)」で、理学博士（東京大学）。1933年東京大学教授となる。1945年には「稀元素に関する分析化学的及び地球化学的研究」で日本学士院賞を受賞。1956年退官後、日本原子力研究所理事、東京女子大学長などを歴任する。1983年より日本学士院幹事を務めた。

## 天然放射能に関する研究
木村は東京帝国大学において柴田雄次のもとで希元素を含む鉱物の研究を行い、1921年恩師の柴田と連名で「東洋産含稀元素鑛石の化學的研究 (其一)」 を発表した。その後、希元素鉱物に関する研究は木村とその門下生によって引き継がれ66報まで続けられた。希元素鉱物の多くは放射能を示すので、物理学教室の木下季吉から指導を受けて、アルミ箔検電器を使用して放射能を測定した。
1937年頃から木村健二郎研究室では日本全国の温泉、鉱泉中のラジウムやラドンに関する研究を始めた。門下生の中井敏夫は日本全国約500の温泉、鉱泉に含まれるラジウムを測定し、一部の温 (鉱) 泉中のラドンを測定した。この研究によると、ラジウム含量が多いのは、兵庫県有馬新温泉、山梨県増冨鉱泉、島根県池田ラジウム鉱泉、湯抱温泉、鳥取県三朝温泉であった。また、木村と門下生の黒田和夫、横山裕之は温泉中のラドンの挙動に関する研究を行い、ラドンが源から湧出口に到達するのに要する時間は数分から数十分に過ぎないこと、ラドンの主たる供給源は温泉沈殿物であることを明らかにした。

## 留学
1922年、コペンハーゲン大学のニールス・ボーアが原子構造論を発表した。つづいてゲオルク・ド・ヘヴェシーとディルク・コスターが72番元素のハフニウムを発見してこの理論の正しさを証明した。これに感銘を受けた木村は1925年3月ニールス・ボーア研究所に留学することになった。ここで木村はヘヴェシーの指導のもとでジルコニウムとハフニウムの化学分析法を研究した。まもなく7月にヘヴェシーはドイツのフライブルク大学に転任したので、同研究所に滞在していた仁科芳雄とともにX線分光法によるハフニウムの定量分析などの研究を行った。これが縁となって、のちに仁科と人工放射能に関する共同研究を行うことになった。

## 人工放射能に関する研究
1937年、理化学研究所に仁科芳雄の主導で日本で最初の26インチサイクロトロンが建設された。仁科はサイクロトロンで発生させた速い中性子をウランとトリウムに照射する一連の研究を行った。この研究を進めるには、中性子を照射したターゲットから、生成した放射性核種を化学的な方法で分離する必要があり、熟練した化学者の協力が必要だったので、コペンハーゲン以来の親友である木村を共同研究者に選んだ。研究の要点は以下の3点である。
1. トリウム (Th232) に中性子をあててトリウム231を作る研究
2. ウラン (U238) に中性子をあてて新核種ウラン237を発見した研究
3. 速い中性子によるウランの核分裂の研究

研究結果はネイチャー、フィジカル・レビュー、ツァイトシュリフト・フュア・フィジークの各誌上に発表され、国際的に高く評価された。3. の研究はアメリカのグレン・シーボーグとエミリオ・セグレも行ったが、仁科・木村グループの研究はこれに先行するものだった。
1940年5月3日付けの理研の仁科芳雄と木村健二郎等の論文には、ウラン238に高速中性子を照射した実験において核兵器の爆発によって生成することが知られているネプツニウム237
を生成した ことが記され、同年、米国の物理学誌フィジカル・レビューに掲載された。また、同実験では、１回の核分裂で10個以上の中性子が放出され核分裂連鎖反応(超臨界)を伴うことが知られている対称核分裂による生成物 が生成されたことが、『Fission Products of Uranium produced by Fast Neutrons(高速中性子によって生成された核分裂生成物)』と題して、同年7月6日付けの英国の学術雑誌ネイチャーに掲載された。
戦後の1989年に来日したシーボーグは、東京で行われた講演の中で次のように述べた。

## 核爆発に伴う放射性降下物の分析
広島・長崎の降下物の分析は1945年に木村健二郎研究室で行われた。広島の試料からは Sr89, Ba140, La140, Zr95, Nb95, Y91 が検出された。長崎の試料からは Sr89, Ba140, Ce144, Pd144, Y91 が検出された。長崎の資料は、その後1951年に再分析され Cs137, Ba137m, Sr90, Y90, Ce144, Pd144, Pu239 の存在が確かめられた。
1954年、”ビキニの灰”の分析には木村、南英一のほか、静岡大学、金沢大学、大阪市立大学などの、日本全国の放射化学者が参加した。この分析結果で特筆すべきことは降灰中からU237が検出され、その放射能が大きな割合 (20±10%) を占めたことである。U237は、U238に高速中性子があたったとき、(n,2n) 反応で生成することが以前の研究で判明していた。U238は通常の原子爆弾には使用しないことから、U237の存在は、この核爆弾が新しいタイプの爆弾（アメリカが秘密にしていた3F爆弾） であると判断する根拠となった。

## エピソード
1986年に筑波大学の長島弘三などにより発表された日本産新鉱物である木村石は、木村の長年にわたる無機化学分析・希土類元素分析における貢献をたたえて命名されたものである。墓所は弘前市梅林寺。

## 著書
- 『無機定性分析』共立社書店 輓近化学叢書 1931
- 『分析化学実験法』共立社 実験化学講座 1934
- 『無機定量分析』共立出版 1949
- 『無機化合物分析法』岩波全書、1956
- 『窓前草』木村形型子 私家版 1976

### 共編著
- 『分光化学 後編』柴田雄次,水島三一郎共著 裳華房 1946
- 『無機定性分析』三宅泰雄共著 共立出版 1947
- 『稀元素の化学分析』植村琢共編 山海堂 1949
- 『無機化学全書 第9巻 第2分冊 (稀土類元素)』編 丸善出版 1949
- 『無機化学概論』白井俊明共著 有斐閣 教養全書 1954
- 『無機定性分析』改訂版 三宅泰雄,池田長生共著 共立出版 1972

### 翻訳
- W.スタイルズ『微量元素 その動植物体に及ぼす影響』共訳 朝倉書店 1953
- ライナス・ポーリング、ロジャー・ヘイワード『分子の造型 やさしい化学結合論』大谷寛治共訳 丸善 1967

## 主な論文
- 「東洋産含稀元素鑛石の化學的研究 (其十二) 磐城石川産褐簾石の分析」『日本化學會誌』第48巻、1927年、570 - 571頁。
- 「東洋産含稀元素鑛石の化學的研究 (其十三) 伊豫波方産フエルグソン石の分析」『日本化學會誌』第48巻、1927年、572 - 573頁。
- 飯盛武夫と共著「東洋産含稀元素鑛石の化學的研究 (其二十七) 山口縣柳井町産燐灰ウラン石に就て」『日本化學會誌』第58巻第11号、1937年、1144 - 1145頁。
- 中井敏夫と共著「東洋産含稀元素鑛石の化學的研究 (其二十九) 福岡縣安眞木村小峠産閃ウラン鑛,モナズ石及び山口縣柳井町石井産燐灰ウラン石のラヂウム含量」『日本化學會誌』第58巻第12号、1937年、1257 - 1260頁。
- Nishina, Y.; Yasaki, T.; Kimura, K.; Ikawa, M. (1938). “Artificial Production of Uranium Y from Thorium”. Nature 142:  874.
- Nishina, Y.; Yasaki, T.; Ezoe, H.; Kimura, K.; Ikawa, M. (1940). “Induced β-activity of Uranium by Fast Neutrons”. Phys. Rev. 57:  1182.
- Nishina, Y.; Yasaki, T.; Ezoe, H.; Kimura, K.; Ikawa, M. (1940). “Fission Products of Uranium produced by Fast Neutrons”. Nature 146:  24.